# NGC 4133
NGC 4133 este o intermediate spiral galaxy⁠(d) situată în constelația Dragonul. A fost descoperită în 12 decembrie 1797 de către William Herschel. Se află la o distanță de 23,5 de megaparseci de Pământ.